# 岸野文絵
岸野 文絵（きしの ふみえ、1991年10月29日 - ）は元福島テレビのアナウンサー。
秋田県潟上市出身。日本女子大学文学部英文学科卒業。血液型B型。

## 略歴
- 2011年8月から2012年1月までBSフジNEWSの21期女子大生キャスターとして木曜日のニュースを担当[1][2]。
- 2014年4月、福島テレビ入社。
- 2015年1月から、夕方のニュース枠（『FTVスーパーニュース』→『FTV みんなのニュース』）でキャスターを担当。
- 2015年11月4日、フジテレビの被災地復興支援活動『ずっとおうえんプロジェクト×あなせん特別編』で、同局の塩原恒夫と福島県立小高商業高等学校を訪れる[3]。
- 2016年4月から、『サタふく』の司会を担当。
- 2016年10月、福島テレビを退社[4]。

## 担当番組

### 過去
- FTVスーパーニュース（2015年1月5日 - 3月25日）月 - 水キャスター
- FTV みんなのニュース（2015年4月2日 - 2016年4月1日）木・金 ニュースキャスター、土曜 キャスター
- サタふく（2016年4月2日 - 9月24日）司会
- FTVニュース